# Referendum sull'autodeterminazione della Crimea del 2014
Il referendum sull'autodeterminazione della Crimea del 2014, ufficialmente referendum generale della Crimea (in russo общекрымский референдум?; in ucraino загальнокримський референдум?; in tataro di Crimea: Umum Qırım referendumu), è stato un controverso referendum sull'autodeterminazione della penisola di Crimea (comprendente la Repubblica autonoma di Crimea e la città autonoma di Sebastopoli), in Ucraina, che si tenne il 16 marzo 2014.
Inizialmente previsto il 25 maggio 2014, stesso giorno delle elezioni presidenziali in Ucraina, fu anticipato prima al 30 marzo e poi al 16 marzo. Il referendum fu preceduto il 4 marzo 2014 dalla richiesta del parlamento della Crimea (considerato illegale dalle autorità di Kiev), approvata con 78 voti su 81, che la repubblica - se fosse divenuta indipendente - potesse entrare a far parte della Federazione russa. Inoltre, l'11 marzo 2014 la repubblica dichiarò unilateralmente l'indipendenza dall'Ucraina.
Il 21 marzo 2014 la Duma discusse un disegno di legge per l'adesione della Crimea alla Federazione russa.
Al referendum furono ammessi a votare tutti i maggiorenni in possesso della cittadinanza ucraina residenti in Crimea e i cittadini russi ivi presenti e in possesso del permesso di soggiorno nella penisola. Il Ministero della Giustizia ucraino, in occasione del referendum, bloccò la banca dati con il registro degli elettori della Crimea, per cui furono utilizzati gli elenchi degli elettori, forse non aggiornati, risalenti alle elezioni alla Verchovna Rada, il parlamento della Crimea, del 2012.
Al referendum furono presenti un numero di "osservatori" volontari legati al Cremlino da 23 Paesi; di questi, 54 erano provenienti da Stati membri dell'Unione europea e includevano membri del parlamento europeo e dei parlamenti nazionali dei singoli Stati. Non parteciparono gli osservatori internazionali dell'Organizzazione per la sicurezza e la cooperazione in Europa, in quanto l'organizzazione considerò il referendum illegale e in violazione del diritto internazionale.
Il referendum non è riconosciuto a livello internazionale dalla maggior parte dei Paesi, principalmente a causa della presenza delle forze russe sul territorio. Tredici membri del Consiglio di sicurezza delle Nazioni Unite hanno votato a favore di una risoluzione che dichiarasse non valido il referendum, ma la Russia ha posto un veto e la Cina si è astenuta. Successivamente è stata adottata una risoluzione dell'Assemblea generale delle Nazioni Unite con 100 voti favorevoli, 11 contrari e 58 astenuti, che ha dichiarato il referendum non valido, riaffermando il diritto dell'Ucraina alla propria integrità territoriale.

## Il referendum dal punto di vista giuridico
Il parlamento della Crimea, nella dichiarazione d'indipendenza dall'Ucraina dell'11 marzo 2014, fece riferimento alla sentenza della Corte internazionale di giustizia sul Kosovo del 22 luglio 2010, la quale affermò che la dichiarazione d'indipendenza del Kosovo non aveva violato il diritto internazionale né la Risoluzione 1244 del Consiglio di sicurezza delle Nazioni Unite. Il ministro degli esteri della Federazione Russa, Sergej Lavrov, affermò che l'indipendenza e il referendum erano assolutamente legittimi, facendo riferimento alle dichiarazioni d'indipendenza di Stati Uniti (1776), Moldavia (1991), Kosovo (2008) e OLP, dal 1974 considerata dalla Lega Araba legittima "rappresentante del popolo palestinese". Il referendum violava gli articoli 2 e 17 della Costituzione dell'Ucraina sulla sovranità e integrità del territorio ucraino. Secondo gli Stati Uniti, il Canada e il Regno Unito, l'annessione della Crimea alla Russia violava gli accordi del Memorandum on Security Assurances, firmato a Budapest il 5 dicembre 1994 tra Russia, Regno Unito, Stati Uniti e Ucraina, e che prevedeva l'impegno ucraino a smantellare l'arsenale nucleare presente sul proprio territorio, di cui l'Ucraina aveva il controllo fisico ma non quello operativo, in cambio del rispetto della propria indipendenza e sovranità nei confini esistenti. Secondo la Russia, invece, il Memorandum, non essendo stato ratificato, non era un accordo internazionale giuridicamente vincolante, ma solo un documento diplomatico contenente uno scambio di promesse fra le parti. Inoltre, lo stesso non poteva essere applicato al nuovo governo ucraino, nato come risultato di un colpo di stato susseguente a una rivoluzione, e l'Ucraina aveva per prima infranto il Memorandum quando, nel 1995, aveva unilateralmente abolito la costituzione del 1992 della Repubblica autonoma di Crimea senza consultare gli Stati firmatari del Memorandum, come era invece previsto dal punto 6 dello stesso nel caso si fosse verificata una situazione tale da sollevare una questione relativa agli impegni sottoscritti.
Esperti di diritto internazionale ritennero che il paragone con il caso del Kosovo non sussisteva, perché il quesito referendario non prevedeva l'opzione dell'indipendenza, ma poneva la scelta tra la permanenza nell'Ucraina e l'adesione alla Russia, altri considerarono le interferenze militari russe in Crimea come fatte "in spregio totale del divieto di acquisizione di territori con la forza". Alcuni media paragonarono il referendum all'Anschluss che portò, nel 1938, all'annessione dell'Austria alla Germania nazista, altri paragonarono la situazione alla divisione della Cecoslovacchia nel 1993 e altri ancora a una "quasi Jugoslavia" durante il periodo delle Guerre jugoslave.

## Riconoscimento interno e internazionale

Risultati del voto dell'Assemblea Generale delle Nazioni Unite sull'integrità del territorio ucraino
A favore
Contro
Astensione
Assenti
Non-membri

Il governo ucraino non riconobbe il referendum. L'esito del referendum non venne riconosciuto nemmeno dal Mejli del Popolo Tataro della Crimea, la maggiore organizzazione politica dei tatari di Crimea. L'esito del referendum venne invece riconosciuto dalla Russia. Il presidente dell'OSCE (Organizzazione per la Sicurezza e Cooperazione in Europa), lo svizzero Didier Burkhalter, affermò che "nella sua forma attuale il referendum non è coerente con la Costituzione ucraina e deve essere considerato illegale", aggiungendo che non c'erano le condizioni per una missione di osservatori in occasione del voto. Gli osservatori dell'OSCE rinunciarono più volte a entrare in Crimea a causa dell'esplosione di colpi d'arma da fuoco d'avvertimento al confine tra Ucraina e Crimea nell'Istmo di Perekop In seguito, il governo della Crimea invitò ufficialmente gli osservatori dell'OSCE a inviare una delegazione nella repubblica autonoma per controllare lo svolgimento del referendum. L'inviato delle Nazioni Unite per i diritti umani, Ivan Šimonović, l'11 marzo 2014 venne informato dalle autorità locali della Crimea di non poter essere accolto nella penisola a causa della "complessa situazione esistente in loco così come dell'impossibilità di provvedere alla sicurezza della sua delegazione". Il 27 marzo 2014, l'Assemblea generale delle Nazioni Unite approvò, con 100 voti a favore, 11 contrari e 58 astenuti, la risoluzione 68/262 in cui si chiedeva agli Stati membri di non riconoscere i cambiamenti avvenuti nello status della Crimea.
Il presidente del Consiglio europeo dell'Unione europea, Herman Van Rompuy, definì il referendum "illegale". Il referendum fu riconosciuto come "un'opportunità per il popolo della Crimea di esprimere la propria volontà su un tema importante" dal presidente del Kazakistan, Nursultan Nazarbaev. Il presidente della Repubblica Serba di Bosnia ed Erzegovina, Milorad Dodik, mentre esprimeva forti perplessità sull'indipendenza del Kosovo nel 2008, dava il suo appoggio al referendum riconoscendone il risultato e affermava che l'indipendenza della Crimea rappresentava un possibile modello per la Repubblica Serba per una strategia a lungo termine al fine di ottenere l'indipendenza dalla Bosnia ed Erzegovina. Il Segretario generale delle Nazioni Unite Ban Ki-moon definì il referendum uno sviluppo "serio e preoccupante" della situazione in Crimea. Gli esperti della Commissione di Venezia del Consiglio d'Europa definirono il referendum illegale e non in linea con la costituzione ucraina. Una risoluzione del Consiglio di sicurezza delle Nazioni Unite presentata dagli Stati Uniti e da altri 41 Paesi, che aveva ricevuto 13 voti a favore (la Cina si era astenuta), venne bloccata dal diritto di veto opposto dalla Russia.

## Sondaggi
Secondo l'Istituto Internazionale di sociologia di Kiev, nel 2013 il 35,9% degli abitanti della Repubblica autonoma di Crimea era a favore dell'unificazione dell'intera Ucraina con la Russia; la stessa percentuale era salita al 41% in un sondaggio condotto fra l'8 e il 18 febbraio 2014. Secondo il sondaggio effettuato dall'Istituto di Crimea di Studi Politici e Sociali fra l'8 e il 10 marzo, il 77% degli abitanti della Crimea avrebbe votato per il ritorno alla Russia e solo l'8% per il ripristino della costituzione del 1992 della Repubblica autonoma di Crimea come parte dell'Ucraina; mentre nella città di Sebastopoli i favorevoli all'unificazione con la Russia erano l'85% della popolazione. Il portavoce del Parlamento della Crimea, Vladimir Konstantinov, affermò che, nei sondaggi effettuati il 10 marzo 2014, più dell'80% della popolazione della Crimea si espresse a favore del ritorno della penisola alla Russia.

## Svolgimento del voto e risultati

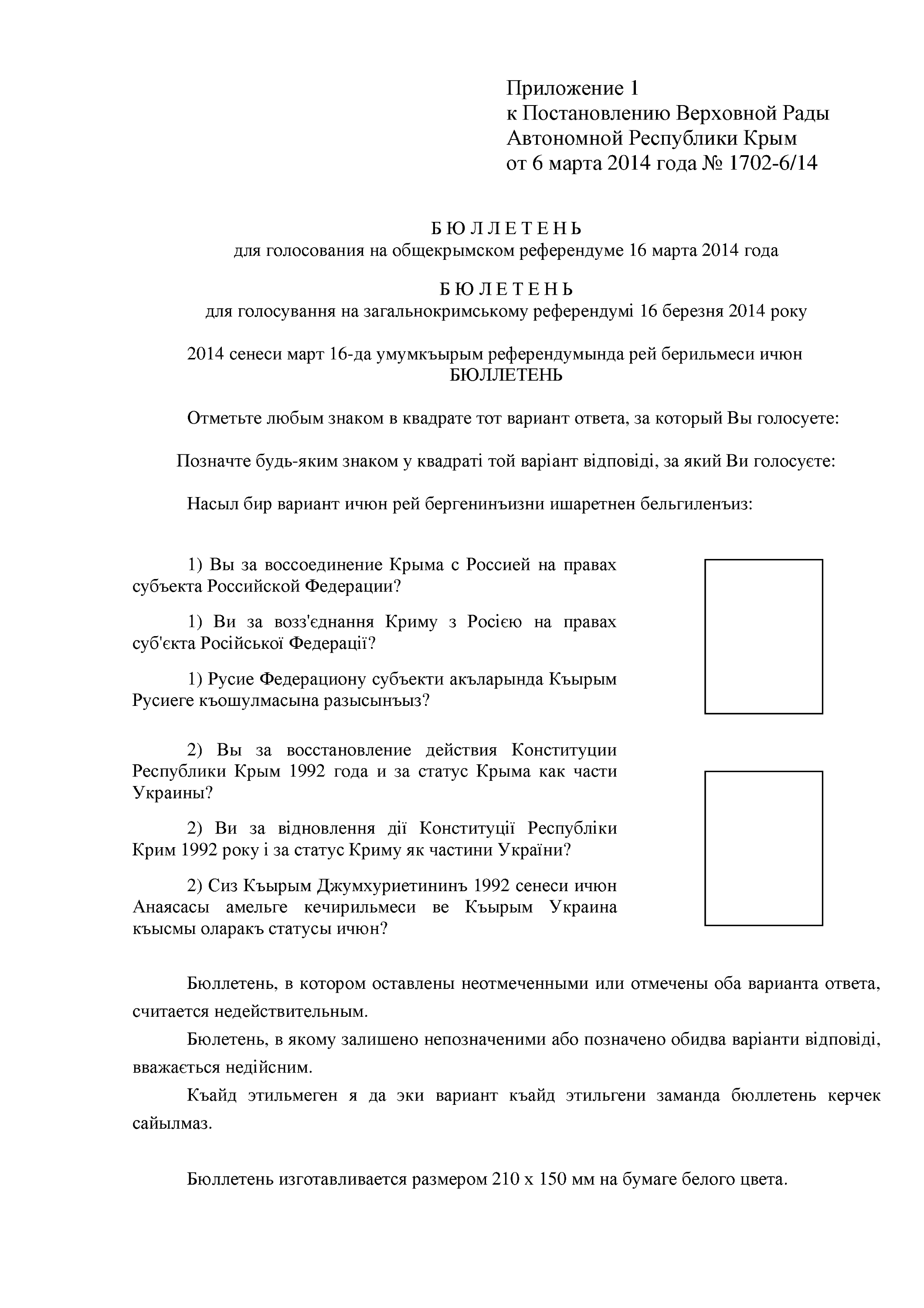
Scheda di voto del referendum

I seggi furono aperti dalle 8:00 alle 20:00 (UTC+4) e fino alle 22:00 a Sebastopoli. Furono stampate 1 550 000 schede per un costo complessivo di 2 milioni di dollari (pari a circa 18 milioni e mezzo di grivnie ucraine). 1 500 soldati furono presenti nei seggi elettorali in tutta la repubblica autonoma e furono formate 192 commissioni elettorali ripartite in 27 commissioni elettorali territoriali. Il 13 marzo 2014, secondo il ministro della difesa ucraino, Vitalij Jarema, erano presenti in Crimea 18 430 soldati russi.
Il referendum proponeva due quesiti, tra cui i votanti dovevano scegliere, scritti nelle tre lingue coufficiali della Crimea (russo, ucraino e tataro di Crimea in alfabeto cirillico);
1. Sei a favore del ricongiungimento della Crimea con la Russia come soggetto federale della Federazione Russa?
2. Sei a favore del ripristino della Costituzione del 1992 e dello status della Crimea come parte dell'Ucraina?

Secondo i risultati forniti dalle autorità russe, l'affluenza fu di 1 548 197 votanti su 1 839 466 aventi diritto, pari all'84,2%. Il quorum di validità del referendum, fissato al 50%, fu dunque superato. Tuttavia, questi risultati sembra siano stati falsificati: sul sito del Consiglio per i diritti umani del presidente della Federazione Russa vennero per sbaglio pubblicati i veri risultati in cui risultava che solo il 30% dei diritti al voto si era recato a votare (e solo la metà di questi si era dichiarato favorevole all'unione con la Russia).
| Opzioni                | Voti      | %      |
| ---------------------- | --------- | ------ |
| Opzione 1              | 1 485 043 | 95,32  |
| Opzione 2              | 51 247    | 4,68   |
| Totale                 | 1 536 290 | 100,00 |
| Schede bianche e nulle | 11 907    |        |
| Totale votanti         | 1 548 197 |        |

Fonte: (DE) Krim (Ukraine), 16. März 2014 : Anschluss an Russland / Verfassung von 1992, su sudd.ch, Banca dati e motore di ricerca per la democrazia diretta, 24 gennaio 2018. URL consultato il 17 giugno 2025 (archiviato il 16 maggio 2021).